# Borgens Hemmelighed
Borgens Hemmelighed er en dansk stum dramafilm fra 1913 produceret af Filmfabrikken Skandinavien og instrueret af Aage Brandt efter manuskript af Knud Lumbye.
Filmen havde dansk premiere den 28. februar 1913 i Filmfabrikkens egen biograf Biorama.

## Handling
Sigøjnerpigenn Carola er gift med eventyreren Bortuch, der ikke er sigøjner, men som har rejst med Carolas sigøjnerbande. Han er dog ikke længere interesseret i Carola og har i stedet kastet sin interesse på den unge Mirella. En dag, hvor Bortuch og Mirella har et rendez-vous bebrejder Carola i skarpe vendinger Bortuch dennes adfærd, og snart tager det ene or det andet, og skænderiet ender med, at Bortuch kaster Carola ned i en afgrund og tror hende død. Men Carola overlever og vender tilbage til lejren, hvor sigøjnerne sværger hævn og Bortuch, der er flygtet fra lejren. Flere år senere arbejder Bortuch som forvalter på godset Høibjerg, hvor han forsøger at vinde godsejerens datter Elly, men hun afviser ham. Da Carola og en dag Elly mødes, opdager Carola Bortuchs nye identitet, og de to kvinder udtænker en plan for at skræmme ham bort. Carola dukker op på borgen, og Bortuch, overbevist om at hun er et genfærd, flygter i rædsel. Til sidst bliver han indhentet af sigøjnerne, som hævner sig, og Elly forenes med sin beskytter Jørgen Falk.

## Medvirkende
- Vera Brechling som Fru von Stolze
- Amélie Kierkegaard som Elly, fru von Stolzes datter
- Edmond Jacobsen som Jørgen Falk
- Lauritz Hansen som Bortuch, sigøjner
- Ellen Lumbye som Carla, Bortuchs hustru
- Lilly Jansen som Mirella, sigøjnerske
- Emma Christiansen som Gammel sigøjnerske

## Reflist
1. ↑  Program for filmen, dfi.dk